# Tenjin Shin'yō-ryū
Tenjin Shinyo-ryu (天神真楊流, Tenjin Shin'yō-ryū) , que significa "Escola do Salgueiro da Divina Verdade", pode ser classificada como uma escola tradicional (koryū) de jujutsu. Foi fundada por Iso Mataemon Ryūkansai Minamoto no Masatari (磯又右衛門柳関斎源正足) na década de 1830. Seu plano de estudos compreende atemi-waza (técnicas contusivas), nage-waza (técnicas de projeção), torae-waza (técnicas de imobilização) e shime-waza (técnicas de asfixia). Tendo sido um sistema de jujutsu muito popular no Japão, entre os famosos alunos que estudaram a arte está Jigoro Kano, cuja arte moderna de judô foi muito inspirada pelo Tenjin Shin'yō-ryū e pelo Kitō-ryū.

## Descrição
Essencialmente, o Tenjin Shinyo-ryu é o resultado da fusão de dois sistemas separados de jujutsu: o Yōshin-ryū e o Shin-no-Shinto-ryū. A característica distintiva desta escola em particular é o uso de atemi (golpes contundentes) para perturbar o equilíbrio do oponente, bem como um movimento do corpo  mais flexível e fluído que o visto em algumas mais antigas escolas de jujutsu. As antigas escolas empregam movimentos um pouco maiores e mais lentos para imitar o uso de armas no campo de batalha. A Tenjin Shinyo-ryu foi desenvolvida após o período de guerra civil no Japão; assim, sem armadura, os movimentos enfatizados são mais rápidos e mais golpes traumáticos foram incorporados. Os golpes traumáticos também foram principalmente voltados a pontos vitais e meridianos humanos, os quais foram expostos, devido à falta de armadura.
Como a maioria dos koryu, o Tenjin Shinyo-ryu segue o sistema de classificação Menkyo do bujutsu, ao contrário sistema kyu/dan do budo.

## As fontes da arte marcial
O Shin-no-Shinto-ryu foi criado por um guarda palaciano do castelo de Osaka chamado Yamamoto Tamiza Hideya que tinha estudado Yoshin-ryu antes de implementar as alterações do currículo e enxugamento do sistema para 68 técnicas.
Iso Mataemon Masatari (1787-1863) estudo Yoshin-ryu com Hitotsuyanagi Oribe e Shin-no-Shinto-ryu com Homma Jouemon. Em seguida, ele foi viajar e treinou por todo o país e participou de várias competições. Diz-se que ele nunca foi vencido. De acordo com a tradição, uma vez ele estava envolvido em uma briga envolvendo uma centena de assaltantes e foi esta experiência que consolidou a importância de atemi-waza, ou técnicas contundentes, em seu sistema, junto com as técnicas de projeção e de estrangulamento comuns a outros sistemas de jujutsu.
Iso Mataemon criou um sistema compósito baseado em técnicas de Yoshin-ryu, Shin-no-Shinto-ryu e sua experiência em competições e fundou a sua própria escola chamado-a Tenjin Shin'yo ryu volta de 1800. "Tenjin/Tenshin", significando que ele foi divinamente inspirado, "Shin" de Shin-no-Shinto e "yo" do Yoshin-ryu. Iso Mataemon  se tornou o professor de jujutsu  do Xogunato Tokugawa e a sua escola floresceu para se tornar a mais popular escola de jujutsu de seu tempo (1848-1864). Iso Mataemon ensinou de 5000 alunos nessa época.
Após a Restauração Meiji de 1868, o estudo de jujutsu caiu em declínio e isso afetou o Tenjin Shinyo-ryu.

## Metodologia de treinamento
A metodologia de treinamento, como com a maioria dos sistemas koryu, é com base em kata (formas pré-definidas de lutar). Os alunos aprendem as sutilezas específicas ou os significados o mais ocultos no kata através de sua repetição contínua. Há mais de 130 kata no jujutsu clássico voltados para o ensino de combate desarmado a partir de posições sentadas, posições em pé, armas de defesa e também inclui especiais de métodos de cura e de reanimação (kappo).
Certos katas são sujeitos a sigilo, devido à natureza dos efeitos letais e as tradições marciais. O kappo ou técnicas de reanimação, eram um segredo, no entanto, Kubota Toshihiro ensina agora na Kodokan para os principais professores em seminários. O maior nível de kata, relacionado não só ao aspecto de movimentos físicos, mas a mais profundos significados interiores, ou uma ligação entre a filosofia e a mentalidade do praticante. Tais kata são ensinados apenas para os alunos com muitos anos de dedicação e experiência.

## Tenjin Shinyo-ryu Hoje
Contando com cinco diretores, Iso Mataemon morreu sem designar um sucessor, o 4º diretor passou todo o corpo de conhecimento necessário para o domínio pleno para três Shihans (menkyo kaiden com impecável caráter moral) que foram identificados e, como tal designados pelo 3º diretor (o avô da 5º diretor), e um quarto Shihan foi selecionado pelo a 4º diretor para cumprir o "divino" regime de transferência da escola fora da linhagem familiar.
Um desses Shihans, Torijiro Yagi, foi capaz de completar e aprender os ensinamentos adicionais fornecidos pelo 4º diretor e, como tal, é a única e verdadeira linhagem de Tenjin Shinyo-ryu hoje. Apesar de não existir um número de pessoas que receberam o reconhecimento como Menkyo Kaiden na arte de legítimos diretores do passado, nenhum deles tem as "chaves" para ser considerado como tendo recebido a completa transmissão. Torajiro Yagi transmitiu o corpo de conhecimento por completo para Fusataro Sakamoto, que por sua vez realizou a completa transmissão do corpo de conhecimento para o único mestre do ryu hoje, Kubota Toshihiro.
Considerado o principal professor ativo, Toshihiro Kubota tem sua legitimidade para preservar os ensinamentos de seu professor Sakamoto Fusataro reconhecida por altos expoentes de outras koryu. Ele formou seu dojo e organização, o Tenyokai, em 1978. Tendo recebido instruções em ambos, Judô e Tenshin Shinyo ryu, de seu professor Sakamoto, ele recebeu sua licença em 1973. Com mais de setenta anos de idade, ele ainda participa ativamente no ensino da arte, três vezes por semana. Além de nativos japonêses, alunos de uma ampla gama de países como Austrália, Alemanha, Israel, Suécia e Inglaterra. Além de Tenjin Shinyo-ryu jujutsu, Kubota tem um 7º dan em Judô.
Uma segunda, embora incompleta, linha de Tenjin Shinyo ryu, se traça através de Tobari Kazu, que recebeu a sua formação a partir de Tobari Takisaburo, o qual tinha por sua vez estudado sob Isao Mataichiro, o irmão mais novo do 4º diretor do ryu. Ele manteve a dupla tradição de praticar Tenjin Shinyo Ryu e Shin-no-Shinto-ryu, até a sua morte, alguns anos atrás, em um pequeno dojo, em Osaka. Muitos dos seus alunos eram fortes praticantes de Judô. Como esta linha parece ter-se tornado inativa nos últimos anos, dúvidas foram lançadas sobre sua sobrevivência.
Miyamoto Hanzo foi aluno de ambos, Inoue Keitaro e Tozawa Tokusaburō (戸沢 徳三郎, 1848–1912). Acredita-se que Tozawa tenha ensinado brevemente jujutsu para o fundador do Aiquidô Morihei Ueshiba.[carece de fontes?]
Em Miyamoto, que também era muito bem conhecido como um homem forte do Judô, mais uma vez vemos a ligação entre esta escola clássica de jujutsu e o moderno Judô. Miyamoto ensinou Aimiya Kazusaburo, o qual produziu uma série de alunos fortes, mas, depois de sofrer um acidente vascular cerebral, foi forçado a parar de ensino da arte. Desses alunos, parece que atualmente somente Shibata Koichi continua a ensinar a arte ainda assim em uma escala bem limitada.
Jigoro Kano, o fundador do Judô, estudou Tenjin Shinyo jujutsu por vários anos sob dois dos principais expoentes da época, Hachinosuke Fukuda e o diretor de 3ª geração Iso Mataemon Masatomo. O Tenshin Shinyo ryu, juntamente com o Kito-ryu, teve um papel de primordial importância para o desenvolvimento do sistema de Judô de Kano. Embora modificado para o uso seguro como esporte, a influência do Tenjin Shinyo ryu pode ser vista hoje em muitas das técnicas de projeção do Judô, tais como seoi nage (projetar com o ombro), harai goshi (projetar com varrida do quadril) e o-soto-gari (grande gancho externo), para citar apenas alguns. O Itsutsu-no-kata, ou as cinco formas, do Kodokan Judô preserva as técnicas de uma natureza esotérica encontradas no kata "cinco ensinamentos do kuden" da Tenshin Shinyo ryu  e técnicas do Kime-no-kata são reconhecidas por mostrar a influência de táticas Tenjin Shinyo. Desta forma, simultaneamente, Kano criou um moderno desporto e foi capaz de preservar alguns aspectos do Tenjin Shinyo Ryu na sua arte, e é por esta razão que os praticantes contemporâneos de judô tendem a apresentar um interesse particular em kata do koryu jujutsu.
Atualmente, existem apenas dois shibu dojo do Tenyokai fora do Japão. George Marton (Menkyo) tem um dojo em Sydney, Austrália, e Paul Masters (Menkyo Kaiden) tem um dojo na Inglaterra. Ambos os professores foram oficialmente certificadas pela Kubota Shihanke. Após sua promoção ao Menkyo Kaiden, Masters foi solicitado por Kubota Shihanke para liderar a comunidade Tenjin internacional  (i.e. não-japonesa), e para este fim, o dojo da Inglaterra tornou-se a sede da Tenyokai Internacional em 1º de janeiro de 2011. Além Kubota Shihanke, Masters é o único praticante vivo a estar na posse de um completo programa de Tenjin Shinyo Ryu jujutsu, e a ter plena autoridade para promover  alunos no sistema, como responsável Shihanke da Tenyokai Internacional. Lee Masters, filho de Paul, foi recentemente premiado com sua licença Menkyo licença depois de quase trinta anos de formação sob supervisão de seu pai.

## Leitura complementar
- Donn Draeger. 1974. Moderno Budo. As Artes Marciais e as Formas do Japão, 3. Nova York E Tóquio: Weatherhill.
- Skoss, Diane (Editor). 1997. Koryu Bujutsu. Clássico Guerreiro Tradições do Japão, Volume 1. De Nova Jersey, Koryu Livros. (Artigo extenso sobre Tenjin Shinyo Ryu)
- Skoss, Diane (Editor). 1999. A espada e o Espírito. Clássico Guerreiro Tradições do Japão, Volume 2. De Nova Jersey, Koryu Livros. (Para referências a Yoshin Ryu)
- Mol, Serge. 2001. Clássico de Luta de Artes do Japão: Um Guia Completo para Koryu Jujutsu. De tóquio. A Kodansha International.
- Daigo, Toshiro. 2005. Kodokan De Judô: As Técnicas De Projecção. De tóquio. A Kodansha International. (Apesar de ser um judô de texto, existem extensas referências a Tenjin Shinyo Ryu, linha de desenhos da escola técnicas de 1890 e fotografias da Kubata Toshihiro executar técnicas)